# Конституция 9 мая
Конституция 9 мая (чеш. Ústava 9. května, словац. Ústava 9. mája), также Конституция Чехословакии 1948 года (чеш. Ústava Československé republiky, словац. Ústava Československej republiky) — основной закон Чехословацкой Социалистической Республики, принятый 9 мая 1948 года и действовавший до 11 июля 1960 года, когда была принята Конституция ЧССР.

## Основные положения
По конституции 1948 года Чехословакия — народно-демократическая республика, представляющая собой единое государство двух равноправных славянских наций, чехов и словаков. При этом в целях обеспечения их фактического равноправия, с учётом того, что центр страны и Чехии совпадает, на территории Словакии созданы особые словацкие национальные органы, которые вместе со всеми другими органами управления и власти в единой республике должны создавать одинаково благоприятные условия для экономической, культурной и социальной жизни обеих наций.
Единственным источником всей власти в государстве является «трудовой народ города и деревни во главе с рабочим классом». Свою государственную власть он осуществляет через избираемые им представительные органы (Национальное собрание, Словацкий национальный совет и Национальные комитеты), которые контролируются народом и ответственны перед ним. В этих целях оговаривается право избирателей отозвать депутатов в любое время.
Избирательное право является всеобщим, равным и прямым при тайном голосовании; оно едино в отношении всех представительных органов и им наделяются все граждане страны. Возрастной ценз для активного избирательного права («избирать») — 18 лет; пассивного («быть избранным») — 21 год.
В систему высших органов государственной власти и государственного управления входят:
- Национальное собрание (высший орган государственной власти и верховный законодательный орган),
- Президент республики и
- правительство.

Национальное собрание избирается на 6 лет по норме 1 депутат на 35.000 человек населения. На выборах 1954 года было избрано 368 депутатов Национального собрания. Из своего состава оно избирает Президиум Национального собрания Чехословацкой Республики в составе 24 членов.
Национальное собрание издаёт законы, действующие на всей территории государства, одобряет в форме законов государственный бюджет и народнохозяйственный план, контролирует их выполнение и проверяет государственный заключительный баланс. Право внесения законопроектов в Национальное собрание предоставляется правительству и депутатам.
Главой государства является президент, избираемый Национальным собранием сроком на 7 лет. Президент:
- представляет государство в области внешних отношений, в том числе: заключает[3] и ратифицирует международные договоры, принимает и уполномочивает представителей иностранных государств (вручает верительные грамоты).
- созывает, отсрочивает и распускает Национальное собрание; подписывает принятые им законы, а также некоторые документы, исходящие от Президиума Национального собрания,
- назначает председателя и других членов правительства и отзывает правительство, если оно подаёт в отставку, или отдельных членов правительства, подающих в отставку;
- имеет право амнистии,
- является верховным главнокомандующим вооружёнными силами.

На основании постановления правительства президент также объявляет военное положение, а по решению Национального собрания имеет право объявления войны.
Правительство Чехословакии состоит из председателя, его заместителей и членов правительства (министров и государственных секретарей). В своей деятельности правительство ответственно перед Национальным собранием. Назначает правительство президент, после чего оно обязано представить Национальному собранию свою программу и просить его доверия. При этом Национальное собрание вправе в любое время выразить недоверие правительству или отдельным его членам.
Правительство вносит в Национальное собрание проекты законов и издаёт распоряжения по их осуществлению, назначает работников в органы государственного управления, руководит системой национальных комитетов. Правительство является решающим государственным органом в области прямого руководства народным хозяйством и остальной общественной жизнью (культурой, здравоохранением и т. д.).
Словацкий национальный совет — орган, избираемый на 6 лет по той же норме, как и Национальное собрание. На выборах 1954 года в состав Словацкого национального совета было избрано 104 депутата.

## Конституционные законы 1950—1956 годов
После принятия Конституции, на протяжении 1950—1956 годов было принято шесть конституционных законов (форма введения поправок в конституцию либо её дополнения актами конституционного содержания):
- об урегулировании организации государственного управления (1950)
- о судоустройстве и прокуратуре (1952)
- о подчинённости национальных комитетов (1953)
- о национальных комитетах (1954)
- о выборах в Национальное собрание и в Словацкий национальный совет (26 мая 1954 года)
- о значительном расширении полномочий словацких национальных органов (31 июля 1956 года)